# Handball-Oberliga Baden-Württemberg der Männer 2006/07
Die Handball-Oberliga Baden-Württemberg 2006/07 wurde unter dem Dach der Handballverbände Baden, Südbaden sowie Württemberg organisiert. Sie ist die höchste Spielklasse des Verbundes und war unterhalb der Regionalliga als vierthöchste Spielklasse im deutschen Ligensystem eingestuft.

## Saisonverlauf
Die Handball-Oberliga Baden-Württemberg 2006/07 war die siebte Ausspielung dieser Handballliga.

### Modus
Sechzehn Mannschaften spielten eine Vor- und Rückrunde. Nach Abschluss der daraus resultierenden Spieltage sind der Meister und Vizemeister in die Regionalliga Süd aufgestiegen. Vier Mannschaften mussten in die vom Badischen-, Südbadischen- und Württembergischen-Handballverband organisierten Ligen absteigen.

## Teilnehmer
Nicht mehr dabei waren die Auf- und Absteiger der Vorsaison. Neu hinzukamen die Absteiger (A) der Regionalliga Süd und die Aufsteiger (N) aus den Verbandsligen.

Handballverband Baden

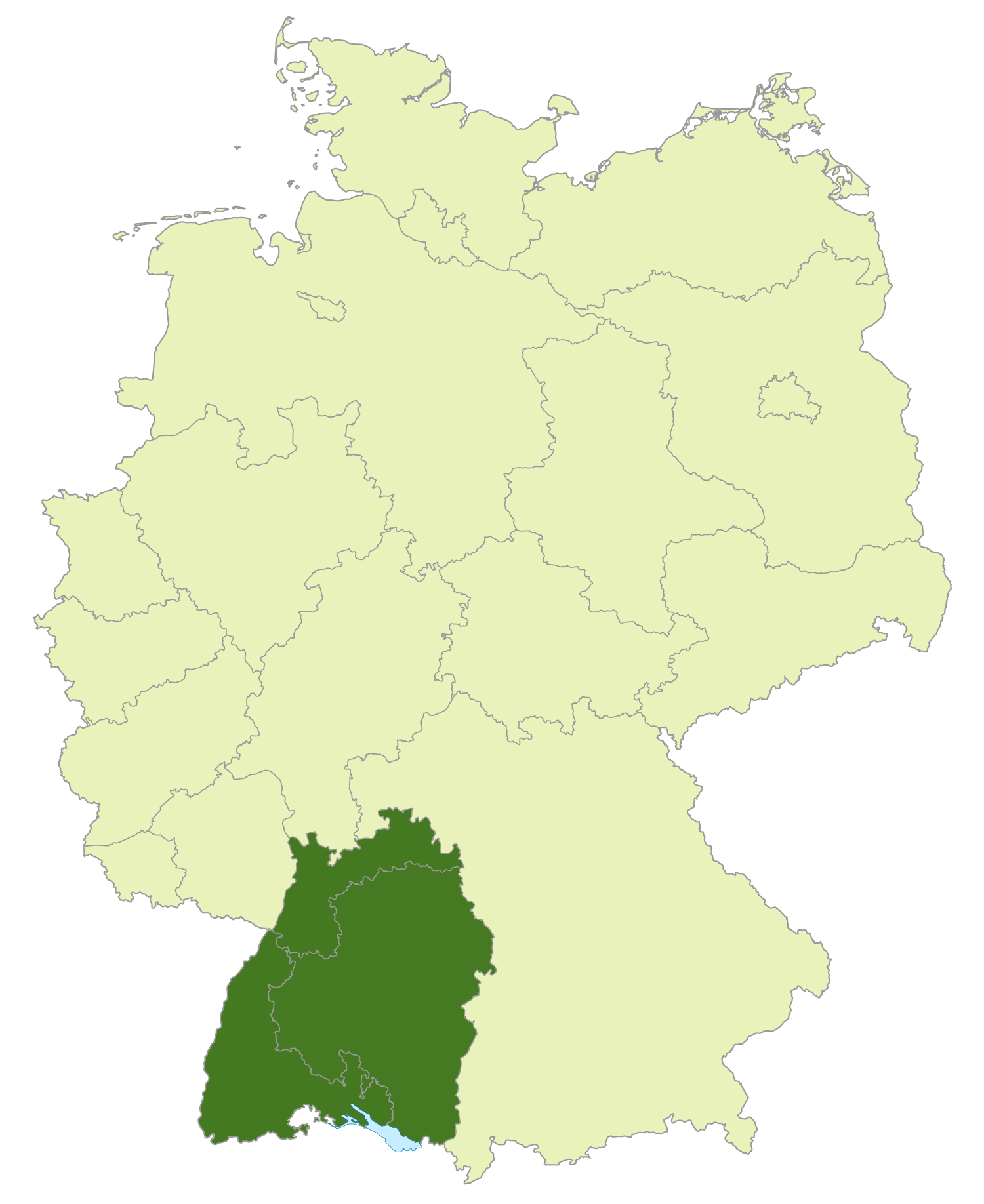
Bereich Handball-Oberliga
Baden-Württemberg

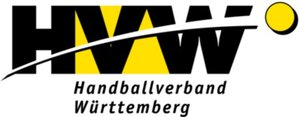
Handballverband Württemberg

### Abschlussplatzierungen
|  1. TSV Birkenau  2. TSV Neuhausen/Filder (A) - 3. TuS Schutterwald - 4. TSB Horkheim - 5. SG Pforzheim/Eutingen (A) - 6. SV Fellbach - 7. TV Germania Großsachsen - 8. TV Oppenweiler - 9. HBW Balingen-Weilstetten II - 10 TuS Helmlingen (N) - 11 BSV Phönix Sinzheim - 12 HSG Linkenheim/Hochst./Lied. (N) - 13.TV Flein 1895 (N)  14 SC Vöhringen (N)  15. SG Heddesheim  16. HV Stuttgarter Kickers  17. SG HBR Ludwigsburg II (A) |

(A) = Absteiger aus der Regionalliga Süd (N) = neu in der Liga (R) = Rückzug
  Meister und Aufsteiger zur Regionalliga Süd 2007/08
  Aufsteiger zur Regionalliga Süd 2007/08
- Für die Oberliga 2007/08 qualifiziert